# 羅德島設計學院
羅德島設計學院（英語：Rhode Island School of Design，縮寫： /ˈrɪzdiː/）是一所位于美国羅德島州首府普羅維登斯的私立藝術學院。該學院成立於1877年，國際學生佔學生總數三成八，位於普羅維登斯學院山（College Hill）山腳，校區與布朗大學相連。兩個學校共享師資與社群資源，並提供兩邊學生都可以參加的課程。RISD博物館由該校維護。

## 歷史

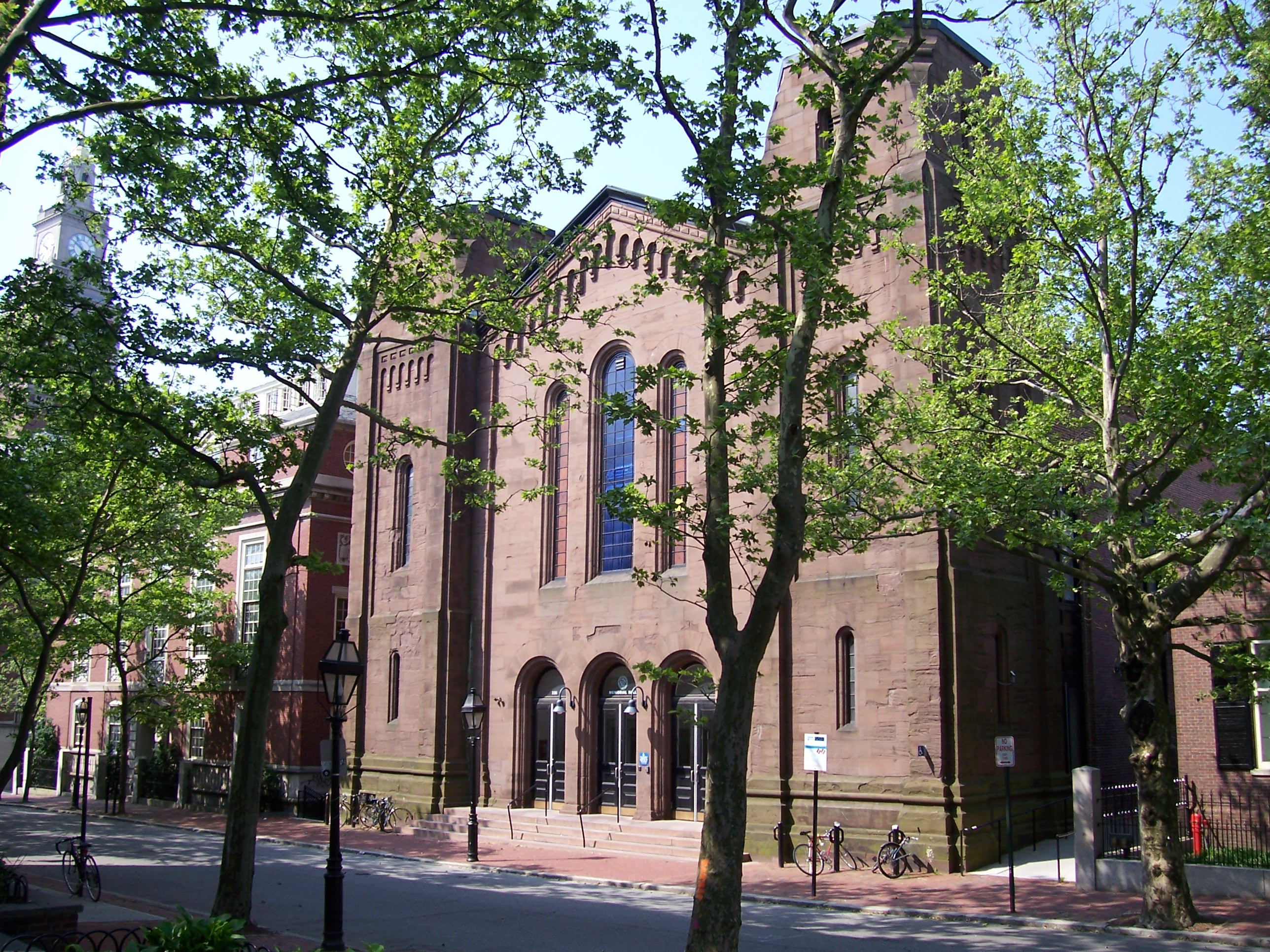
RISD Memorial Hall

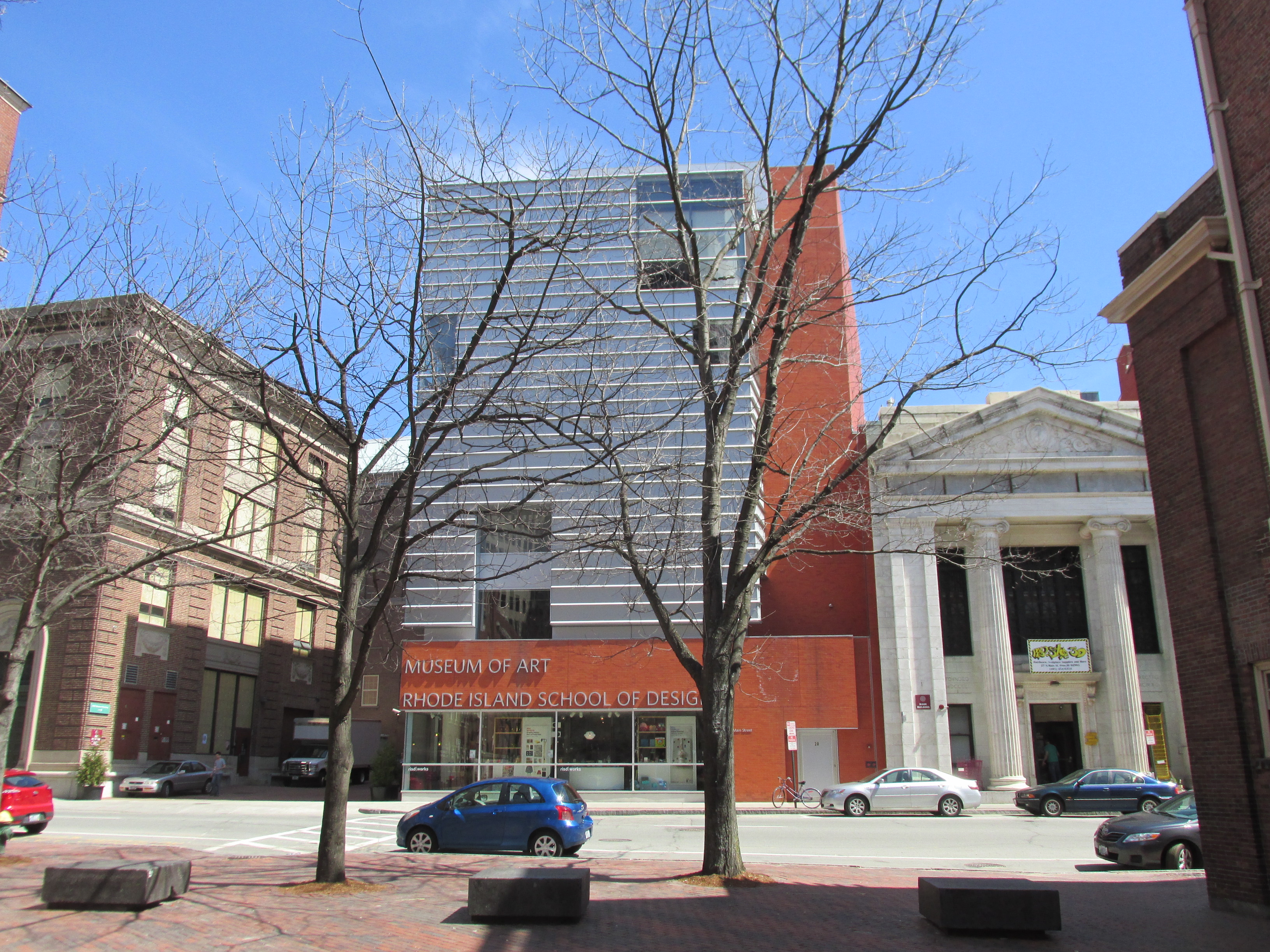
學院的博物館

1876年百年博覽會上，一個叫做“Centennial Women”的組織募捐了一萬美元來組織女性作品展覽，會後還剩1,675美元，於是海倫·梅特卡夫（Helen Adelia Rowe Metcalf）提議用這些錢來辦一所教育機構。她的意見在1877年1月11日得到大多數人的讚同，於是在同年3月建校，同年秋在普羅維登斯市中心開張。梅特卡夫為第一任校長。

## 排名
2016年《美國新聞與世界報道》藝術類全美排名第四， 在世界藝術界享有盛名。

## 外部連結
- 官方网站

41°49′33″N 71°24′28″W / 41.82583°N 71.40778°W